# 秦野温泉
秦野温泉（はだのおんせん）は、かつて神奈川県秦野市南矢名（東海大学前駅近辺）あった日帰り温泉施設「秦野天然温泉さざんか」を指した俗称とされる。泉質は塩化物泉（アルカリ性、低張性）であった。同施設は2023年3月に営業を終了し、2024年現在「秦野温泉」の名称を使用した施設はない。
秦野市内の温泉郷としては鶴巻温泉がある他、温泉施設として「湯花楽 秦野店」（人工温泉）や「はだの・湯河原温泉 万葉の湯」（運び湯）が存在するが、いずれも秦野温泉を名乗っていない。